# Flanginianisches Kolleg

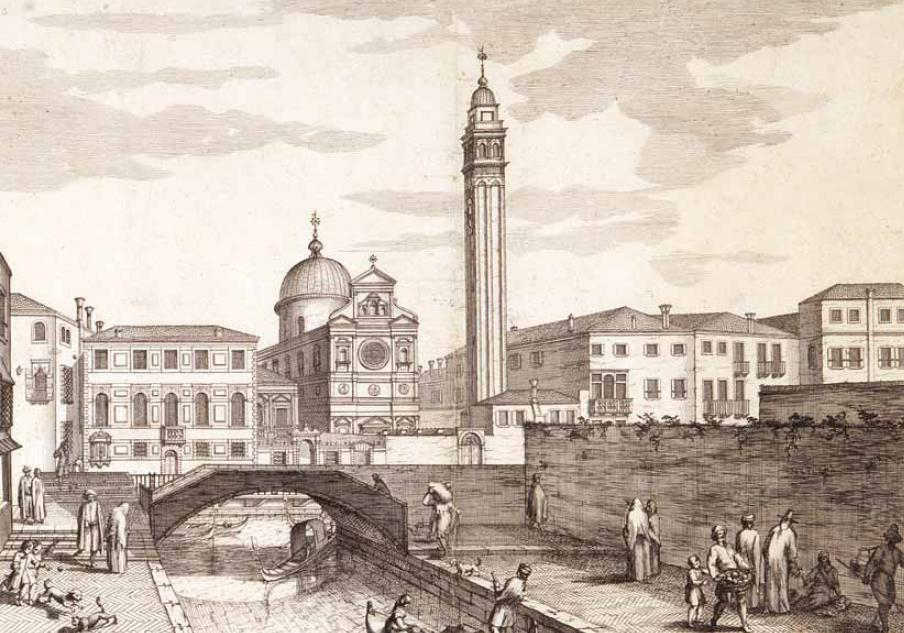
San Giorgio dei Greci und links das Gebäude des Kollegs

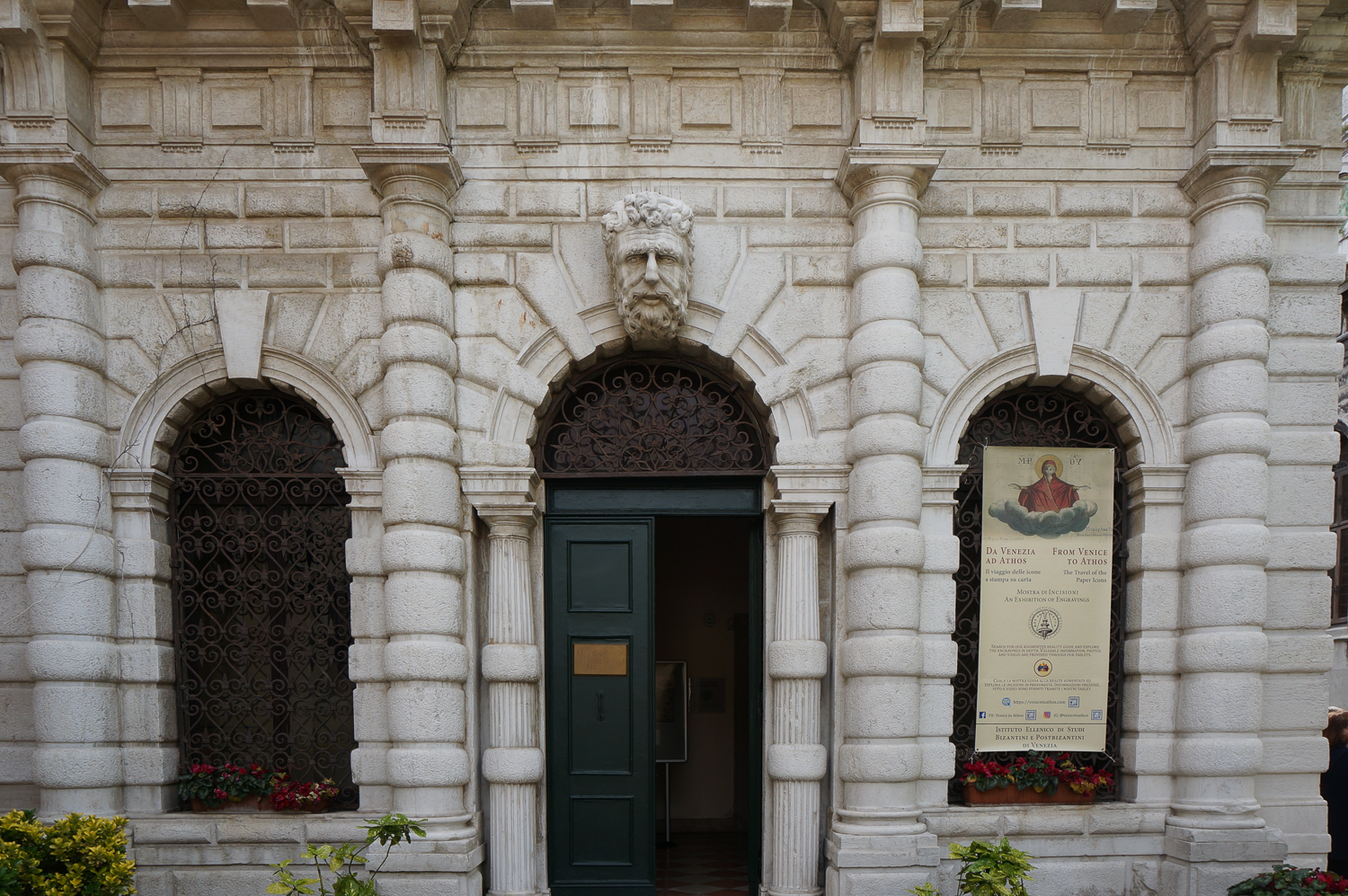
Eingang des Istituto Ellenico di Studi Bizantini e Postbizantini

Das Flanginianische Kolleg  (Griechisch: Φλαγγίνειος Σχολή, Italienisch: Collegio Flanginiano) war eine griechische Bildungseinrichtung, die von 1664–1665 bis 1905 in Venedig existierte. Sie diente den griechischsprachigen venezianischen Ionischen Inseln als höhere Bildungseinrichtung und wurde zum Mittelpunkt der griechischen Aufklärung des 17. und 18. Jahrhunderts.

## Hintergrund
Die griechische Diasporagemeinde in Venedig umfasste lediglich 4–5000 Personen und war im Sestiere Castello ansässig, analog zum Wohlstand der Stadt war auch diese sehr wohlhabend. Thomas Flangini stiftete die Mittel zum Bau der Schule und beauftragte den Architekten Baldassare Longhena mit dem Bau. Die Schule befand sich im Campo dei Greci in der Nähe der griechisch-orthodoxen Kirche des Heiligen Georg. Heute beherbergt das Gebäude der flanginischen Schule das Istituto Ellenico di Studi Bizantini e Postbizantini di Venezia.

## Geschichte
Zu den Lehrkräften gehörten berühmte griechische Gelehrte und Vertreter der modernen griechischen Aufklärung wie Theophilos Corydalleus, Eugenios Voulgaris, Ioannis Chalkeus und Ioannis Patoussas. Der Lehrplan umfasste fortgeschrittene Philosophie, Rhetorik, Philologie und Logik. In den 214 Jahren seines Bestehens (1665–1797 bis 1823–1905) brachte das Kolleg insgesamt 550 Absolventen hervor. Die Absolventen hatten die Möglichkeit, ihr Studium an der Universität Padua fortzusetzen, um einen Doktortitel zu erhalten. Die Bedeutung der Bildungseinrichtung ging nach dem Ende der venezianischen Republik zurück und führte schließlich zu deren Schließung im Jahr 1905.